# 跳躍

一位舞者進行劈叉跳。

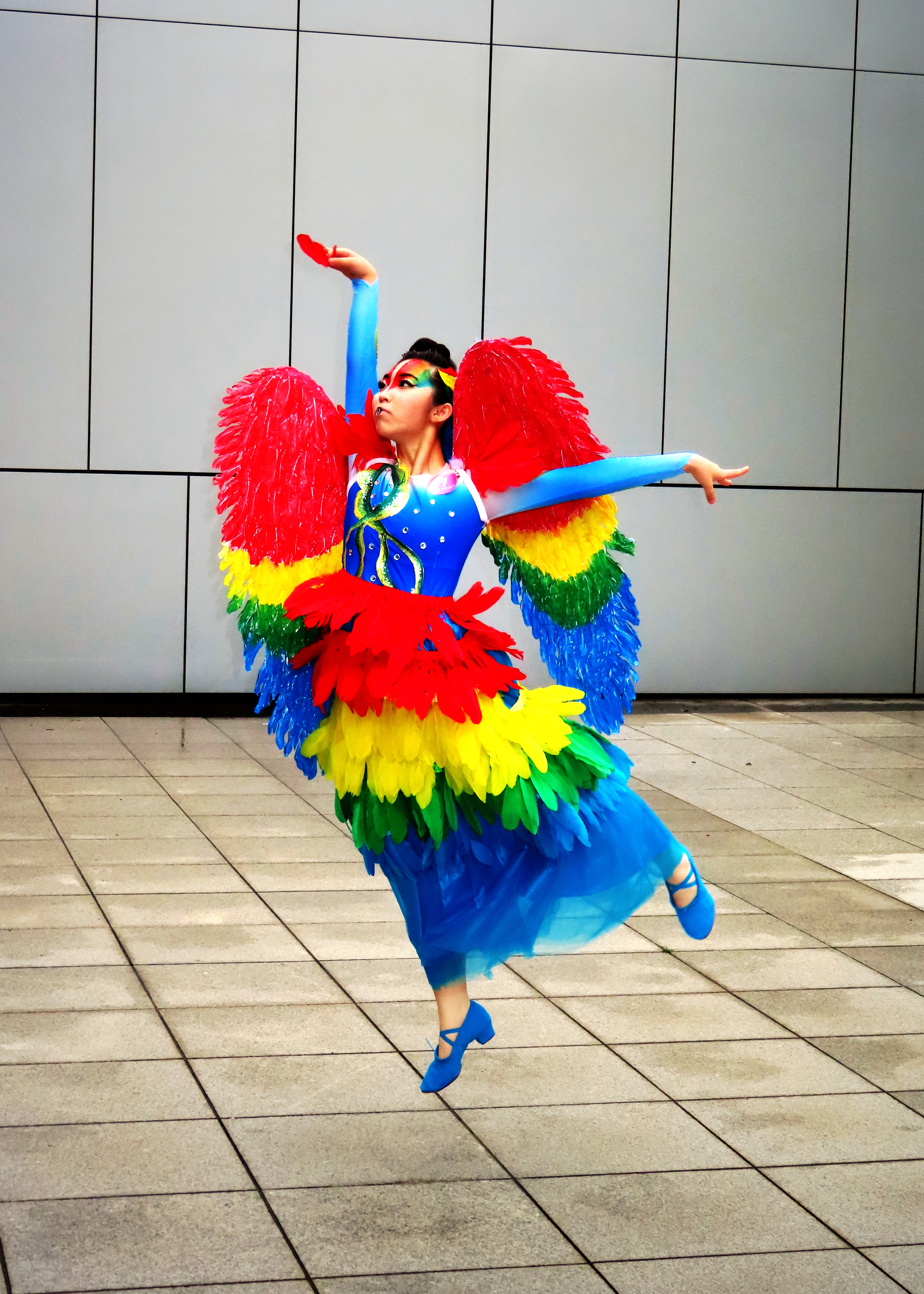
舞者跳起而處於凌空狀態

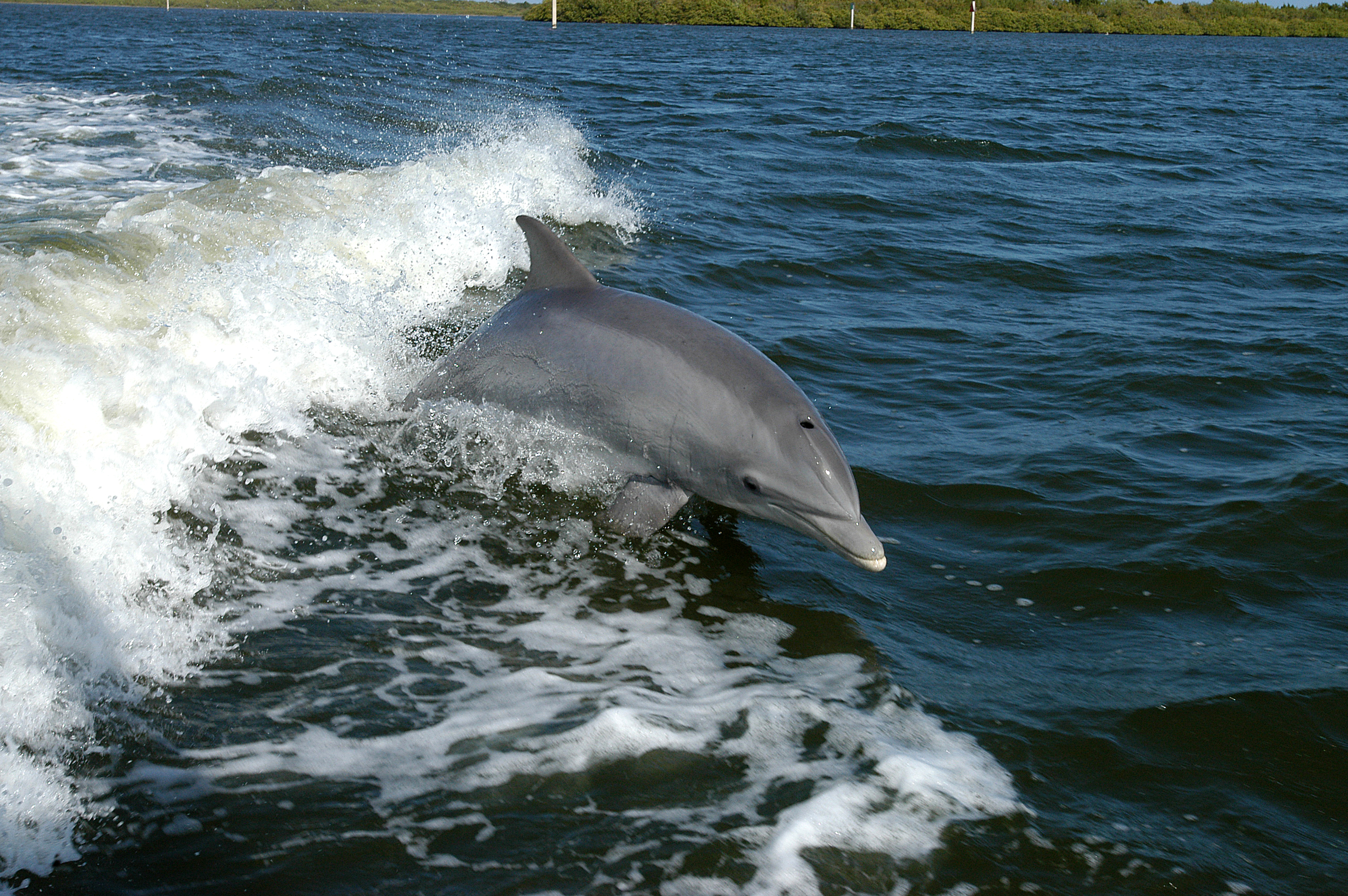
跳出海面的寬吻海豚

跳躍是物體的一種運動形式，是指有機體或非生物（如機器人）透過自主推進讓自己在空中移動。一些動物、如袋鼠，使用跳躍作為其主要的運動形式。跳躍也是諸多體育項目的關鍵動作，如跳遠、跳高。

## 詞義
在中文裡，「跳」和「躍」是兩個不同的動作，跳指的是人類同時以雙腳蹬地，使之移動的動作；躍指的是以單腳施力，並牽動另一隻腳移動的動作。

## 體育
以下的體育項目以跳跃做為核心動作。
- 跳高
- 立定跳高
- 跳遠
- 立定跳遠
- 三級跳遠
- 撐杆跳高
- 跳水
- 交互蹲跳
- 開合跳